# EP u amaterskom boksu 1969.
18. Europsko prvenstvo u amaterskom boksu 1969. se održalo od 31. svibnja - 8. lipnja 1969. u rumunjskom gradu Bukureštu.
Boksači su se borili za odličja u jedanaest težinskih kategorija; uvedena je papir-kategorija, do 48 kg. Sudjelovalo je 180 boksača iz 25 država.
Boksači iz SSSR-a i Rumunjske su osvojili po 4 naslova prvaka, Mađarske 2, a iz SR Njemačke 1 naslov prvaka.
| Kategorija            | zlato              | srebro           | bronca                              |
| papir (-48 kg)        | György Gedó        | Franco Udella    | Roman Rożek José Escudero           |
| muha (-51 kg)         | Constantin Ciucă   | Nikolaj Novikov  | Artur Olech Filippo Grasso          |
| bantam (-54 kg)       | Aurel Dumitrescu   | Aldo Cosentino   | Mickey Piner Michael Dowling        |
| pero (-57 kg)         | László Orbán       | Seyfi Tatar      | Ivan Mihajlow Allan Richardson      |
| laka (-60 kg)         | Calistrat Cuţov    | Stojan Piličev   | Ryszard Petek Siergiej Łomakin      |
| poluvelter (-63,5 kg) | Jevgenij Frolow    | Petar Stojčev    | Bogdan Jakubowski Battista Capretti |
| velter (-67 kg)       | Günther Meier      | Victor Zilberman | Vladimir Musalimov Ivan Kirjakov    |
| polusrednja (-71 kg)  | Valerij Tregubov   | Bruno Facchetti  | Tom Imrie Ion Covaci                |
| srednja (-75 kg)      | Vladimir Tarasenko | Mate Parlov      | Simeon Georgijev Reima Virtanen     |
| poluteška (-81 kg)    | Dan Poznjak        | Ion Monea        | Ralf Jensen Jürgen Schlegel         |
| teška (+81 kg)        | Ion Alexe          | Kiril Pandov     | Ludwik Denderys Peter Hussing       |

## Vanjske poveznice
- Sports123  Arhivirana inačica izvorne stranice od 22. kolovoza 2005. (Wayback Machine)
- EABA
- EP 1969.